# Zinara cymatoides
Zinara cymatoides is een vlinder uit de familie slakrupsvlinders (Limacodidae). De wetenschappelijke naam van deze soort is voor het eerst geldig gepubliceerd in 1937 door West.
De soort komt voor in tropisch Afrika.